# Extra Sangsues
Pour plus de détails, voir Fiche technique et Distribution.
Extra Sangsues (Night of the Creeps), ou La Nuit des sangsues (titre d'exploitation en vidéo), est un film américain réalisé par Fred Dekker et sorti en 1986.

## Synopsis
En 1959, à bord d'un vaisseau spatial, deux extraterrestres tentent d'empêcher un troisième de relâcher dans l'espace une capsule au contenu particulièrement dangereux, mais ils échouent et la capsule finit par s'écraser sur Terre. Elle est aperçue par un couple de jeunes amoureux qui croient avoir vu un météore. Alors que le garçon s'aventure dans la forêt jusqu'au lieu d'impact, la fille reste dans la voiture où elle est massacrée à coups de hache par un tueur en série évadé d'un hôpital psychiatrique proche. Ayant trouvé la capsule, le garçon est attaqué par une grosse sangsue qui pénètre dans sa bouche.
27 ans plus tard, en 1986, le jeune Chris Romero reste inconsolable d'un chagrin d'amour, mais son ami handicapé J.C. lui apporte un soutien moral. Durant la semaine de recrutement des fraternités, le timide Chris remarque la belle Cynthia Cronenberg et en tombe immédiatement amoureux. Il espère pouvoir l'aborder en rejoignant la fraternité des Bêta, dont le chef est justement le petit ami de Cynthia. Les Bêta acceptent leur candidature à la condition qu'ils réussissent un test d'entrée consistant à dérober un cadavre de la morgue et à le déposer devant la maison des Phi Omega Gamma.
Chris et J.C. s'exécutent. Ils découvrent un laboratoire ultra-secret dans laquelle se trouve un corps cryogénisé. Alors qu'ils tentent de le déplacer, le corps réchauffé commence à s'animer et ils s'enfuient en courant. Pendant ce temps, l'inspecteur Ray Cameron, un policier qui avait jadis fréquenté la jeune fille tuée en 1959 et reste traumatisé par ce qu'il a vu à l'époque du meurtre, est appelé pour enquêter sur l'effraction de la salle de cryogénisation où se trouvaient deux corps, dont celui d'un étudiant en médecine ayant accès au laboratoire, mais il n'en reste qu'un. Le corps manquant est celui du garçon qui avait trouvé la sangsue en 1959. Animé tel un zombie, il se dirige vers la maison où il était allé chercher sa bien-aimée 27 ans plus tôt. Arrivé à la fenêtre de Cynthia, sa tête éclate et de nombreuses sangsues en sortent, se dispersant au sol. Appelé sur les lieux, Ray trouve le cadavre avec une plaie béante au crâne qui semble avoir été faite avec une hache.
Le jour suivant, Chris et J.C. sont pris à partie par les Bêta qui les accusent d'avoir raté leur test, le cadavre volé n'ayant pas été retrouvé à l'emplacement convenu. Chris et J.C. leur répliquent qu'ils ont pourtant fui sans emporter le cadavre. Ils sont ensuite interrogés par la police à la suite du témoignage d'un concierge qui les a vus fuir « en criant comme des banshees », mais ils réfutent encore avoir déplacé le cadavre. La nuit suivante, l'étudiant retrouvé mort dans le laboratoire revient à la vie et attaque le concierge.
Après que le chat mort et enterré d'une de ses amies a été aperçu se déplaçant dans les environs, Cynthia confie à Chris et J.C. qu'elle pense à une invasion de zombies. Bien que tous deux sceptiques, J.C. s'éclipse lorsqu'il voit Cynthia se blottir dans les bras de Chris qui ne demandait pas mieux. Il se rend aux toilettes où le concierge, devenu à son tour un zombie, laisse s'échapper d'autres sangsues.
Alors que Chris ramène Cynthia dans sa sororité, il tombe nez à nez avec Cameron qui les suivait et a tout entendu. De retour chez Ray, ils s'entretiennent de leurs bien-aimées respectives. Ray explique qu'il avait rompu et, après être devenu policier, avait été appelé sur les lieux du meurtre de la jeune fille. Il avait alors pourchassé le tueur avant de l'éliminer et de l'enterrer dans un terrain vague où se trouve désormais la maison de la sororité de Cynthia. C'est alors que Ray apprend que la maison a été prise d'assaut par un zombie armé d'une hache qui est entré à travers le plancher en tuant la vieille propriétaire. Le tueur est entouré par les policiers mais les balles ne semblent pas le blesser. Cameron sort sa carabine et fait exploser sa tête, libérant d'autres sangsues.
La nuit suivante, alors que garçons et filles se préparent pour une grande soirée, Chris remarque une cassette audio sur laquelle J.C. a laissé un message posthume à son ami, lui expliquant qu'il est devenu un mort-vivant, que les sangsues ont pondu des œufs dans son cerveau, et qu'il est possible d'éliminer les sangsues grâce au feu. Chris se précipite chez Ray qui s'était barricadé en vue de se suicider au gaz pour en finir. Ray se reprend en main, empoigne sa carabine et se précipite à l'armurerie pour emprunter (de force) un lance-flammes.
Ils courent jusqu'à la sororité de Cynthia où celle-ci vient de rompre avec Brad qui s'est transformé en zombie. Après l'avoir tué, la maison est envahie par les garçons, tous morts en chemin dans un accident de bus et transformés à leur tour en zombies. Alors que Chris et Cynthia s'allient pour les exterminer au-dehors avec la carabine et le lance-flammes, Ray fait de même à l'intérieur.
Après avoir stoppé l'invasion, Chris remarque d'autres sangsues qui se précipitent vers la cave. Cynthia se souvient alors qu'une amie y a entreposé des cerveaux dans des bocaux pour un cours de biologie. Ils se précipitent dans la cave où ils trouvent Cameron, un bidon d'essence à la main, face à un gigantesque essaim de sangsues. Cameron entame un compte à rebours tout en versant de l'essence sur le sol de la cave. Cynthia et Chris s'enfuient et, alors que des sangsues se précipitent sur Cameron, ce dernier sort son briquet et fait exploser la maison.
Chris et Cynthia s'embrassent devant la maison en feu. Cynthia aperçoit alors le chien qui a causé l'accident de bus. Elle se baisse pour le caresser avant de réaliser, horrifiée, que c'est un zombie. Mais il est trop tard : le chien ouvre sa gueule, laissant échapper une sangsue ...

## Fiche technique
- Titre original : Night of the Creeps
- Titre français : Extra Sangsues (cinéma), La Nuit des sangsues (titre vidéo)
- Réalisation et scénario : Fred Dekker
- Photographie : Robert C. New
- Montage : Michael N. Knue
- Musique : Barry De Vorzon
- Pays d'origine :   États-Unis
- Langue originale : anglais
- Genre : comédie, science-fiction, horreur
- Dates de sortie :
  - États-Unis : 22 août 1986
  - France : 2 mars 1987
- Video : Editeur - Elephant Films : le 12 novembre 2019 en Combo DVD + BLU-RAY

## Distribution
- Tom Atkins (VF : Pierre Santini) : Detective Ray Cameron
- Jason Lively (VF : Jean-François Vlérick) : Chris
- Steve Marshall (VF : Bernard Soufflet) : J.C.
- Jill Whitlow (VF : Virginie Ledieu) : Cynthia
- Wally Taylor (VF : Daniel Kamwa) : l'inspecteur Landis
- Bruce Solomon (VF : Philippe Bellay) : le sergent Raimi
- Allan Kayser (VF : Patrick Borg) : Brad
- Ken Heron (VF : Éric Legrand) : Johnny
- Alice Cadogan (VF : Séverine Morisot) : Pam
- June Harris : Karen
- David Oliver (VF : Gilles Tamiz) : Steve
- Vic Polizos : le médecin légiste
- Robert Kino (VF : Yves Barsacq) : M. Miner
- David Paymer (VF : Gilles Laurent) : l'étudiant en sciences
- Suzanne Snyder : Lisa
- Jay Wakeman : Judy
- Elizabeth Cox : Kathy
- Emily Fiola : Jennifer
- Russell Moss : Biff
- Richard DeHaven : Dick
- John J. York : Todd
- Jim Townsend : Chett
- Dick Miller (VF : Maurice Sarfati) : Walt, l'armurier de la police
- Dave Alan Johnson (VF : Mario Santini) : Ray Cameron jeune
- Jay Arlen Jones : un flic au poste de police
- Robert Kerman : le patrouilleur à la torche
- Howard Berger : un zombie Bêta

et non crédités :
- Shane Black : un flic au poste de police
- Gregory Nicotero : figurant

 Source et légende : version française (VF) sur RS Doublage.

## Commentaires
Le film est truffé de références à des réalisateurs connus : outre l'université Corman qui reprend le nom de Roger Corman, les noms des principaux protagonistes reprennent également ceux de réalisateurs :
- Chris Romero pour George Andrew Romero
- James Carpenter Hooper pour John Carpenter et Tobe Hooper
- Cynthia Cronenberg pour David Cronenberg
- Inspecteur Ray Cameron pour James Cameron
- Inspecteur Landis pour John Landis
- Sergent Raimi pour Sam Raimi
- M. Miner (le concierge) pour Steve Miner

De plus, lorsque Cameron quitte la scène du crime de la vieille propriétaire, des noms de policiers sont mentionnés : Wallace (pour Tommy Lee Wallace), Teague (pour Lewis Teague), Dante (pour Joe Dante) et De Palma (pour Brian De Palma). Il est également fait mention d'un Cunningham, allusion à Sean S. Cunningham, réalisateur du premier Vendredi 13.
Dans la salle où J.C. griffonne sur le mur des toilettes, on peut lire « Go, Monster Squad ! » Dans le film The Monster Squad (1987) également réalisé par Fred Dekker, de jeunes enfants affrontent d'horribles créatures menées par Dracula.
Le film que regarde en somnolant la vieille dame (la propriétaire de la sororité) avant d'être tuée est Plan 9 from Outer Space (1959), un film dans lequel des extraterrestres projettent d'envahir la Terre en utilisant les morts de ses cimetières comme des zombies à leurs ordres.
L'affiche du film s'inspire de la scène finale où Chris et Cynthia affrontent les zombies devant l'entrée de la maison des Kappa Delta Sigma, elle en robe de soirée avec un lance-flammes à la main, lui en smoking avec une carabine. L'accroche reprend une réplique de Cameron dans la même scène lorsqu'il dit aux jeunes filles avoir une bonne et une mauvaise nouvelle à leur annoncer : « La bonne nouvelle, c'est que vos cavaliers sont arrivés. La mauvaise nouvelle, c'est ... qu'ils sont morts. » Le titre du film, écrit en rouge avec « Creeps » en lettres de sang dégoulinantes, surmonte une accroche secondaire : « Si vous criez ... vous êtes mort. », rappelant que les « sangsues » pénètrent dans le corps de leur victime par la bouche.
Une fin alternative, qui se déroule juste après la fin officielle, montre le cadavre brûlé de Cameron marcher dans la rue avant de s'effondrer, libérant des sangsues qui rejoignent un cimetière proche. Le cimetière est alors éclairé par un projecteur géant qui s'avère provenir du vaisseau extraterrestre du début du film.
Le film a été présenté dans la section « Peur » du Festival international du film fantastique d'Avoriaz 1987.
Les personnages de Chris et J.C. apparaissent également dans un court métrage antérieur du même réalisateur.

## Video
- Le 28 mai 2019 sort chez l'éditeur américain Scream Factory un BLU-RAY édition limitée avec la figurine de Tom Atkins fabriquée par Neca.
- En France, le film est sorti dans un coffret DVD/BLU-RAY chez Éléphant Films en novembre 2019.